# Emil Jørgensen (arkitekt)
 Der er flere personer med dette navn, se Emil Jørgensen.
Emil Gustav Vilhelm Jørgensen (3. september 1858 i Rendsborg – 27. maj 1942 i Gentofte) var en dansk arkitekt, der arbejdede i nationalromantikkens formsprog. Han har bl.a. tegnet en del katolske kirker og offentlige bygninger.
Emil Jørgensen blev født 1858 i Rendsborg som søn af fourer, senere oversergent Andreas Carl Gustav Jørgensen og Wilhelmine Wille. Han blev murersvend 1876, dimitterede fra Teknologisk Institut og blev optaget på Kunstakademiets Arkitektskole januar 1876. Han tog afgang juni 1883 og vandt den lille guldmedalje 1891 (for En Centralbygning i et Landarsenal). 1892 var han på rejse i Tyskland og Norditalien.
Emil Jørgensen var elev af Hans J. Holm og Martin Nyrop. Sin største betydning havde han muligvis ved sin store tekniske indsigt bl.a. som konduktør for Nyrop på Københavns Rådhus 1893-1904 og på Bispebjerg Hospital 1909-14. Dog er også bygninger som Helgolandsgade 8, Klædedepotet, Håndværkerstiftelsen og klosteret på Jagtvej (kirken inspireret af Sankt Bendts Kirke i Ringsted) om end noget skolemæssige, så alligevel tiltalende eksempler på den Herholdtske, dansk-italienske nationalromantiske retning og denne retnings opdyrkning af det håndværksmæssige. Ligeledes viser frisen i Rådhushallen Jørgensens evne til at tegne og hans humoristisk åre. Med det sene Gentofte Hospital var Jørgensen gået over til nyklassicismen.
Han var medlem af Akademisk Arkitektforenings bestyrelse 1900-04, 1907-09 og 1910-18 og modtog Akademisk Arkitektforenings æresmedalje 1933. Han var opmand i Bygningssnedkernes faglige Voldgiftsret 1901-24, i bestyrelserne for Arbejdernes Byggeforening, Lægeforeningens Boliger (fra 1914) og Kronprins Frederiks og Kronprinsesse Louises Stiftelse (fra 1925). Han var medlem af Industriforeningens repræsentantskab (fra 1905), af Kommissionen til bedømmelse af svendeprøver i København, opmand i Bygningssnedkernes faglige voldgiftsret 1901-24, næstformand for Rejsestipendieforeningen samt kirkeværge for Sankt Johannes Kirke. Jørgensen var tillige Ridder af Dannebrog og Dannebrogsmand.
Jørgensen udstillede på Charlottenborgs Forårsudstilling 1886, 1888, 1891, 1899, 1900 og 1903-04.
Emil Jørgensen blev gift 24. november 1888 i Aalborg med Anna Margrethe Christine Knudsen, (12. december 1863 i Sønderborg – 25. september 1923 i København), datter af bøssemager Christian Frederik Knudsen og Anna Petrine Falck. Han er urnebegravet på Vestre Kirkegård.
Emil Jørgensen er portrætteret af P.S. Krøyer sammen med Nyrop stående på Københavns Rådhus' tag (1900). Maleriet findes i Rådhusbibliotekets læseværelse på Rådhuset.

## Værker
København og omegn:
- Værnehjemmet Bethania, Helgolandsgade 8 (1889)
- Det militære Klædeoplag, Rigensgade 13 (1890)
- Det Kongelige Klasselotteris bygning, Vodroffsvej 34/Suomisvej 2 (tidl. Margrethevej), Frederiksberg (1897)
- Døveforeningen af 1866, Brohusgade 17 (1898)
- Stiftelsen Vesterled, Lindevangen 5 (1898-99)
- Håndværkerstiftelsen, Blegdamsvej 74 (1901-02)
- Schioldanns Stiftelse, Hørsholmsgade 22/Kronborggade 15 (1901-02, præmieret af Københavns Kommune)
- Sankt Annæ Kirke og skole, Amagerbro (1902-03, sammen med Osvald Rosendahl Langballe, nedrevet 1938)
- Villa, Nyvej 9, Frederiksberg (1903-04)
- Villa ved Esrum Sø (1904-05)
- De Døves Kirke, Falkonergårdsvej 16 (1904)
- Sankt Elisabeths Hospital, nu del af Amager Hospital, Hans Bogbinders Allé 3, Amagerbro (1904-05, inskription fjernet fra facaden)
- Sundholm ved Amager Fælledvej og Brigadevej (1905-08)
- Egen villa, Brogårdsvej 44, Gentofte (1907, helt ombygget)
- Kloster og Sankt Augustins Kirke, nu Niels Steensens Gymnasium, Jagtvej 183 B (1912-16)
- Tilbygning til ting- og arresthus, Blegdamsvej 6, København (1913, efter Carl Thonnings udkast)
- Mindesten for F.F. Ulrik og Moses Melchior, Kildevældsgade (1916, medaljon af Ludvig Brandstrup)
- Københavns Amts Sygehus, nu Gentofte Hospital, Niels Andersens Vej 65, Gentofte (efter konkurrence 1918, opført 1921-27, sammen med Helge Bojsen-Møller)
- Indretning af Sankt Antoni Kirke i en fabriksbygning på Frederikssundsvej (1927, nedrevet 1973)
- Tilbygning af østre fløj på Københavns Amts Ting- og Arresthus, Blegdamsvej 6 (1927-28)

Andet:
- Istandsættelse og forandring af Dragsholm Slot (o. 1908-22)
- Torskefrisen i Rådhushallen, Københavns Rådhus
- Gravmæler